# Карлос Кастанеда
Карлос Сесар Салвадор Арана Кастанеда (на испански: Carlos César Salvador Aranha Castañeda) е американски писател, социолог и антрополог от перуански произход.

## Биография
Роден е в Перу, по-късно емигрира в САЩ, учи в Лос Анджелис и защитава докторат по антропология. През следващите години пише поредица добре продавани книги с мистично съдържание, като живее в САЩ и Мексико, основно в Лос Анджелис. В повечето от своите книги описва учението си при индианския магьосник Дон Хуан Матус.

## Идеи от книгите му
- Вътрешно мълчание – състояние, в което липсват мисли, породени от егото.
- Сънуване – способността да възприемаме и навлизаме в други реалности или т.нар. второ внимание по време на сън – чрез нашето енергийно или с физическото тяло.
- Будно сънуване – способността да възприемаме и да действаме в ежедневието, или първото внимание.
- Рекапитулация – преглед на събития от нашия живот с цел припомняне на елементите, конструиращи случката и възстановяване на енергията, която сме загубили и която сме поели по времето на ситуацията.
- Енергийно тяло – сияйна сфера с размери приблизителни на физическото тяло, която е свързана с физическото чрез т.нар. събирателна точка, която е разположена на една ръка разстояние зад плешките на физическото тяло.
- Събирателна точка – мястото, където възниква възприятието.
- Неорганични същества – същества, които притежават съзнание (следователно живот – според гледната точка на магьосниците) без да са организми. Те обитават свят, паралелен на нашия.
- Хората са представители на другия основен тип съзнание – органичното.

## Магически пасове
Тенсегрити е термин, зает от архитекта Бъкминстър Фулър, другото име е магически пасове – движения, практикувани от мексиканските шамани с цел подобряване на физическото състояние и създаване на чувство за благополучие.
В последните години от живота си Кастанеда се занимава изключително с разпространението на магическите пасове. С помощта на организацията „Клиъргрийн“ се организират семинари, на които стотици последователи могат да научат и практикуват движенията. През 1998 година от печат излиза книгата „Магическите движения“, в която са описани движенията, както и намерението, закодирано в тях.

## Свързани автори
Таиша Абелар и Флоринда Донер Грау са авторки, които твърдят че също са ученички на Дон Хуан Матус и част от групата на Толтекските воини. В своите книги описват обучението си при групата от шамани, приближени на Дон Хуан. Получават потвърждение от Карлос Кастанеда за техните твърдения, те са от кръга приближени хора около Кастанеда.
Маргарет Кастанеда е омъжена за Кастанеда и имат син, неговата биография от нея „Магическо пътуване с Карлос Кастанеда“ е издавана на български.
Патриция Партин (наричана Синия скаут, което съвпада като име с описваното в неговите книги „неорганично“ същество „Син скаут“) е негова осиновена дъщеря, последователка и любовница, която се самоубива в Долината на смъртта след смъртта му.